# Liste der Monuments historiques in Kergloff
Die Liste der Monuments historiques in Kergloff führt die Monuments historiques in der französischen Gemeinde Kergloff auf.

## Liste der Bauwerke
| Bezeichnung       | Beschreibung | Standort                   | Kennzeichnung | Schutzstatus | Datum | Bild           |
| ----------------- | ------------ | -------------------------- | ------------- | ------------ | ----- | -------------- |
| Kirche St-Tremeur |              | Place Saint-Tremeur (Lage) | PA00090015    | Inscrit      | 1927  | weitere Bilder |
| Fünf Tumuli       |              | (Lage)                     | PA00090016    | Inscrit      | 1967  |                |

## Liste der Objekte
- Monuments historiques (Objekte) in Kergloff in der Base Palissy des französischen Kultusministeriums